# 清潔美麗國家行動
清潔和美麗國家行動，是在1991年至1992年，由駐守與孟加拉國接壤的若開邦北部的緬甸國防軍進行的一次軍事行動。由国家和平与发展委员会領導下的緬甸軍政府進行，作為對羅興亞團結組織（RSO）軍事活動的回應。
類似於1978年的龍王行動，政府官方對該行動的解釋是將所謂的“外國人”(羅興亞人)驅逐出該地區。由此暴力產生導致200,000至250,000名平民流離失所，其中大多數人逃往鄰國孟加拉國。
1991年12月，緬甸國防軍士兵不小心越過邊界，向孟加拉國的軍事前哨開火，造成孟加拉國-緬甸關係短暫緊張。